# Żeneta olbrzymia
Żeneta olbrzymia (Genetta victoriae) – gatunek drapieżnego ssaka z podrodziny wiwer (Viverrinae) w rodzinie wiwerowatych (Viverridae). Ssak ten zamieszkuje centralną Afrykę, nie jest zagrożony wyginięciem.

## Zasięg występowania
Żeneta olbrzymia występuje w Demokratycznej Republice Konga, gdzie ogranicza się do obszaru pomiędzy rzekami Kongo, Lualaba i Ubangi. Jednak w 2005 roku jeden osobnik został sfotografowany po raz pierwszy w środowisku naturalnym, w Parku Narodowym Lasu Nyungwe w Rwandzie. Status tego gatunku w Ugandzie jest niejasny: raportowano o jego obecności w lesie Semliki, a skóry kociąt znalezione w lesie Bwamba w dystrykcie Toro, który jest wschodnim przedłużeniem lasu Semliki, wydają się reprezentować żenetę olbrzymią. W 1977 roku ssak ten został zauważony wzdłuż leśnej drogi w zachodniej Ugandzie. Badania na okazach muzealnych przeprowadzone w 2006 roku rozszerzają zakres tego gatunku o 500 km na południe, wzdłuż lewego brzegu rzeki Kongo.

## Taksonomia
Gatunek po raz pierwszy naukowo opisany w 1901 roku przez brytyjskiego przyrodnika Oldfielda Thomasa na łamach Proceedings of the Zoological Society of London. Jako miejsce typowe odłowu holotypu (skóra o numerze katalogowym 1.8.9.29 znajdująca się w kolekcji Muzeum Historii Naturalnej w Londynie) Thomas wskazał Entebbe w Ugandzie, ograniczone w 1946 roku do „blisko Lupanzula, dziesięć mil na zachód od Beni, w Ituri Forest, w Kongo Belgijskim”. Gatunek monotypowy.

### Etymologia
Nazwa rodzajowa: starofrancuskie genette – żeneta. Epitet gatunkowy: zlatynizowana forma od Jeziora Wiktorii, gdyż Thomas myślał, że holotyp pochodzi z Entebbe, miejscowości położonej na tym jeziorem.

## Morfologia
Długość ciała 55–60 cm, ogona 41,3–49 cm, stępu 9,2–10,5 cm, ucha 4,5–5,1 cm; masa ciała 2,5–3,5 kg. Jeden z największych przedstawicieli rodzaju żeneta (Genetta).  Obie płcie są podobne w ubarwieniu sierści i rozmiarze. Kolor sierści górnych części ciała waha się od żółtawego do ochrowo-białego; brzuszna strona ciała jest bledsza. Na karku występuje szeroki ciemny pas i grzebień utworzony z sierści. Ciemna linia grzbietowa jest przerywana, ale długie włosy nadają jej wygląd ciągły; włosy te tworzą wyprostowany grzbietowy grzebień. Ciemne plamy na ciele są małe i losowo rozmieszczone. Na twarzy ciemna maska, z białymi plamami nad i pod oczami. Na ogonie znajduje się około sześciu bladych pierścieni występujących przemienne z ciemnymi. Ciemne pierścienie są znacznie szersze od jaśniejszych; końcówka ogona jest ciemna. Kończyny tylne oraz przednie są brązowe do czarnego. Samica posiada jedną parę sutków. Wzór zębowy: I 3/3, C 1/1, P 4/4, M 2/2 = 40.

## Ekologia
Żeneta olbrzymia zamieszkuje lasy deszczowe, do wysokości 2000 m n.p.m.. Dwa okazy muzealne zidentyfikowane jako ten gatunek zostały zebrane z lasów liściastych w okolicach Kakanga i Mukulu w południowej Demokratycznej Republice Konga. Najprawdopodobniej ssak ten prowadzi samotny i nocny tryb życia; jedno zwierzę zostało zaobserwowano gdy biegło wzdłuż drogi leśnej około 22:30, a w niewoli jeden osobnik aktywny był tylko w nocy. Raportowano, że ssak ten śpi w wydrążonych pniach martwych drzew lub wśród winorośli.
Nie jest znany skład diety żenety olbrzymiej.
Nie ma żadnych informacji na temat sezonu rozrodczego.

## Status i ochrona
W Czerwonej księdze gatunków zagrożonych Międzynarodowej Unii Ochrony Przyrody i Jej Zasobów został zaliczony do kategorii LC (ang. Least Concern – najmniejszej troski). Globalny stan populacji jest nieznany. Nie są znane żadne poważne zagrożenia dla tego ssaka, ale poluje się na niego jako na dziczyznę i dla skórek, które są używane do wyrobu czapek i innych obrzędowych przedmiotów.